# محمود محيي الدين
محمود صفوت محيي الدين أستاذ بكلية الاقتصاد والعلوم السياسية - جامعة القاهرة. ولد عام 1965 في كفر شكر بالقليوبية. يشغل حالياً منصب المبعوث الخاص للأمم المتحدة لتمويل خطة عام 2030 للتنمية المستدامة، وشغل منصب المدير التنفيذي بصندوق النقد الدولي منذ عام 2020، ورائد المناخ للرئاسة المصرية في مؤتمر أطراف اتفاقية الأمم المتحدة للتغير المناخي مؤتمر الأمم المتحدة للتغير المناخي 2022.
تخرج في كلية الاقتصاد والعلوم السياسية عام 1986حيث كان الأول على دفعته. تلقى دراساته العليا في المملكة المتحدة حيث حصل على درجة الماجستير في تحليل السياسات الاقتصادية والاجتماعية من جامعة يورك، ودبلوم في التحليل الكمي والتنمية ودرجة الدكتوراه في الاقتصاد من جامعة ووريك. شغل العديد من المناصب في عدة مؤسسات محلية ودولية منها توليه مسئولية وزارة الاستثمار في الفترة من 2004 حتى 2010، قبل أن يصبح مديراً للبنك الدولي كأول مصري وعربي يشغل هذا المنصب. وبعد نهاية عمله كنائب أول لرئيس البنك الدولي في عام 2020 أصبح مبعوثاً خاصاً للأمين العام للأمم المتحدة لتمويل أجندة 2030 للتنمية المستدامة.

## دراسته
- بكالوريوس اقتصاد بتقدير امتياز مع مرتبة الشرف من كلية الاقتصاد والعلوم السياسية – جامعة القاهرة عام 1986.
- دبلوم اقتصاديات التنمية والتحليل الكمي من جامعة ووريك بإنجلترا عام 1989.
- ماجستير في تحليل السياسات الاقتصادية من جامعة يورك بإنجلترا عام 1990.
- دكتوراه في اقتصاديات التمويل من جامعة ووريك في موضوع "سياسات التحرير المالي في الدول النامية".

## المناصب
- المبعوث الخاص للأمم المتحدة لتمويل خطة عام 2030 للتنمية المستدامة (فبراير 2020 - حتى الآن).[2][3]
- المدير التنفيذي بصندوق النقد الدولي (نوفمبر 2020 - 2024).[4]
- النائب الأول لرئيس البنك الدولي لأجندة التنمية لعام 2030 وعلاقات الأمم المتحدة والشراكات (نوفمبر 2015 - يناير 2020).[5]
- السكرتير المؤسسي والمبعوث الخاص لرئيس البنك الدولي منذ 2014 حتى نوفمبر 2015.[6]
- مبعوث رئيس البنك الدولي لشؤون الأهداف الألفية للتنمية وعمليات تمويلها 2013 حتى 2014.[7]
- المدير المنتدب للبنك الدولي منذ أكتوبر 2010 حتى 2013.[8]
- وزير الاستثمار بجمهورية مصر العربية في الفترة من يوليو 2004 وحتى سبتمبر 2010
- أستاذ اقتصاديات التمويل بكلية الاقتصاد والعلوم السياسية – جامعة القاهرة
- مستشاراً للمركز المصري للدراسات الاقتصادية
- مستشاراً لوزير التجارة الخارجية منذ عام 2001 حتى عام 2002
- مستشاراً لوزير الاقتصاد والتجارة الخارجية منذ عام 1999 حتى عام 2001
- مستشاراً لوزير الاقتصاد في الفترة من عام 1997 حتى عام 1999
- مستشاراً فنياً لمشروع سياسات الاستثمار لمنظمة الأونكتاد التابعة للأمم المتحدة منذ عام 1997 حتى عام 1998
- مستشاراً اقتصادياً بمكتب وزير الدولة للشئون الاقتصادية منذ عام 1996 حتى عام 1997
- مستشاراً اقتصادياً للبنك المصري العربي الأفريقي
- مستشاراً اقتصادياً لمجلة البنوك الدورية الصادرة عن رابطة البنوك المصرية
- عضو مجلس إدارة جامعة بنها
- عضو مجلس أمناء ومدرس للاقتصاد بالجامعة البريطانية بالقاهرة
- عضو في مجموعة القيادات العالمية الشابة المنبثقة عن المنتدى الاقتصادي العالمي في عام 2005
- عضو للجنة التنفيذية بمركز القاهرة للمعلومات الاقتصادية
- عضو للجنة التظلمات بالهيئة العامة لسوق المال
- عضو مجلس إدارة الجمعية العربية للبحوث الاقتصادية
- عضو بمجلس إدارة البنك المركزي المصري في عام 1999
- عضو بمجلس إدارة الشركة المصرية للاتصالات منذ عام 2002
- عضو بمجلس إدارة معهد الدراسات الدبلوماسية منذ عام 2003 التابع لوزارة الخارجية المصرية
- عضو بمجلس إدارة بنك هونغ كونغ وشنغهاي للخدمات المصرفية (HSBC) منذ عام 1998
- عضو مجلس إدارة مركز الدراسات الأوروبية ومركز البحوث والدراسات الاقتصادية والمالية بكلية الاقتصاد والعلوم السياسية – جامعة القاهرة
- عضو اللجنة الدولية للنمو والتنمية منذ عام 2005 والتي تضم في عضويتها مايكل سبنس وروبرت سولو الحاصلين على جائزة نوبل في العلوم الاقتصادية بالإضافة إلى مجموعة من المسئولين والخبراء في مجال سياسات النمو والتنمية
- محافظ جمهورية مصر العربية لدى البنك الدولي
- محافظ جمهورية مصر العربية لدى بنك التنمية الأفريقي
- محافظ جمهورية مصر العربية لدى بنك التنمية الإسلامي
- مديراً لمركز القاهرة للاقتصاد والتمويل منذ عام 2002 حتى عام 2004
- مديراً لوحدة الاقتصاد الكلي وتحليل الديون بوزارة التعاون الدولي في عام 1995
- رئيس للمجلس الاستشاري للصندوق العالمي لسندات الأسواق الناشئة بالعملات المحلية (Gemloc) في 2008
- رئيس اللجنة الثقافية بالجمعية العامة للطلاب المصريين بالمملكة المتحدة
- خبيراً اقتصادياً بالمركز المصري للدراسات الاقتصادية منذ عام 1995 حتى عام 1996
- مثل الحكومة المصرية في اجتماعات مجموعة الـ33 (G33) في عام 1999
- زميل رفيع المستوى في منتدى البحوث الاقتصادية للدول العربية وإيران وتركيا

وتضمن نشاطه كوزير للاستثمار تطوير سياسات الاستثمار، وإدارة الأصول المملوكة للدولة والمشروعات المشتركة، بالإضافة إلى تطوير الخدمات المالية غير المصرفية والتي تشمل سوق المال والتأمين والتمويل العقاري وإنشاء هيئة واحدة للرقابة على نشاط الخدمات المالية غير المصرفية.

## أهم ما حققته وزارة الاستثمار
وقد عملت وزارة الاستثمار، خلال فترة تولي الدكتور محمود محيي الدين لمهام عملها، على إصلاح مناخ الاستثمار في مصر، وتطوير قطاع الخدمات المالية غير المصرفية، وتطبيق برنامج شامل لإدارة الأصول والاستثمارات المملوكة للدولة، كما شرعت الوزارة في تنفيذ إصلاحات جذرية في المجالات التشريعية والمؤسسية، وكان لهذه الإصلاحات تأثير ملموس على ارتفاع معدلات الاستثمار المحلي بالإضافة إلى تدفقات الاستثمار الأجنبي المباشر. ففي الفترة من 2004/2005 حتى 2006/2007، ارتفعت معدلات استثمار القطاع الخاص المصري بنسبة تجاوز 40% سنوياً. وقد أدت الجهود الإصلاحية التي نفذتها وزارة الاستثمار منذ يوليو 2004 إلى تطورات كبيرة في مناخ الاستثمار وبيئة العمل في مصر. وقد كان رد فعل المستثمرين إيجابياً تجاه بيئة العمل في مصر، حيث تم تأسيس حوالي نصف الشركات التي تعمل تحت مظلة قوانين الاستثمار خلال الأربع سنوات الماضية. وقد انعكس تيسير إجراءات الاستثمار بشكل إيجابي على زيادة عدد الشركات الجديدة بالإضافة إلى التوسعات في الشركات القائمة.

## عائلته
ينتمي محمود محيي الدين إلى عائلة آل محيي الدين وهي من أقدم عائلات القليوبية وأشهرها. ومن أبرز أبنائها زكريا محيي الدين وخالد محيي الدين وفؤاد محيي الدين.

## مؤلفاته
للدكتور/ محمود محيي الدين أكثر من 75 ورقة بحثية ودراسة منشورة في مجالات اقتصاديات التمويل والاستثمار، والتمويل العقاري، والإصلاح المالي، وتحليل أداء أسواق المال، والرقابة المصرفية، وآثار اتفاقية المشاركة مع الاتحاد الأوروبي، وتحليل هيكل الجهاز المصرفي والتجارة في الخدمات، وإدارة الأصول المملوكة للدولة، والعولمة وسياسات المنافسة ومنع الاحتكار، وقواعد الحوكمة، والسياسة النقدية وآليات تأثيرها على الأسواق المالية والنشاط الاقتصادي.

## وصلات خارجية
- موقع البنك الدولى